# Révolte des satrapes

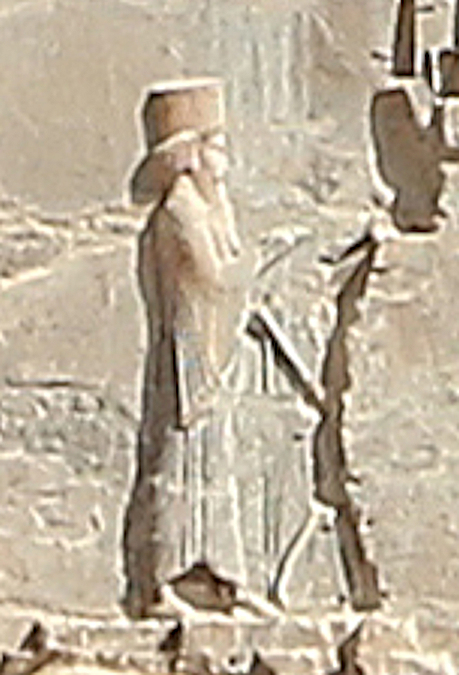
Artaxerxès II représenté sur sa tombe (Iran).

La révolte des satrapes est une rébellion de plusieurs satrapes au sein de l'Empire achéménide contre l'autorité du Grand Roi Artaxerxès II Mnemon.
Datame, satrape de Cappadoce et chef militaire de valeur, avait hérité de la satrapie de son père Camissares après -384 et ses talents militaires étaient respectés mais, par la suite, des problèmes avec la cour le poussèrent à se révolter en -372. La cour ordonna aux satrapes voisins, Autophradatès de Lydie et Artumpara de Lycie, d'écraser la rébellion, mais Datame résista victorieusement à leurs attaques. 
Ariobarzane, satrape de Phrygie et fils du gouverneur du Pont, avait été fait par intérim satrape de la Phrygie hellespontique jusqu'à ce qu'Artabaze, l'héritier légitime de la satrapie, pût prendre ses fonctions. Mais au moment où Artabazos fut prêt à reprendre la satrapie Ariobarzane refusa de la restituer et rejoignit la révolte de Datames en -366. Ariobarzane chercha de l'aide à l'étranger et en reçut du roi Agésilas II de Sparte. Il résista à un siège de Mausole de Carie et d'Autophradate de Lydie jusqu'à ce qu'Agésilas eût négocié la retraite des assiégeants. Ariobarzane fut tué en -363, trahi par son fils Mithridate. 
En -362 Oronte, satrape d'Arménie, se révolta après que le roi lui eut donné l'ordre de se transférer en Mysie ; sa naissance noble amena les autres satrapes à le reconnaître comme chef de la rébellion, mais Oronte finit par chercher un compromis avec le roi et trahit les autres satrapes si bien que la révolte s'effondra un peu plus tard. Oronte reçut une grande partie de la côte égéenne alors que Datame fut tué après la trahison de son gendre Mitrobarzane. Ariobarzane lui aussi fut tué mais les autres satrapes furent graciés ce qui mit fin à la révolte.

## Sources
- (en) Marie Brosius (2006), The Persians, Taylor & Francis.  (ISBN 0-415-32089-5), 9780415320894
- (en) Ilya Gershevitch (1985), The Cambridge History of Iran, Volume 2, Cambridge University Press.  (ISBN 0-521-24699-7), 9780521246996. p 386
- (en) Julia Heskel, (1997). The North Aegean wars, 371-360 B.C. Franz Steiner Verlag.  (ISBN 3-515-06917-8), 9783515069175. p 94
- (en) Nelson Frye, Richard (1984). The history of ancient Iran. Vol 3. C.H.Beck.  (ISBN 3-406-09397-3), 9783406093975.